# Hannah Hoekstra
Pour les articles homonymes, voir Hoekstra.
Hannah Hoekstra, née le 10 février 1987 à Rotterdam, est une actrice néerlandaise.

## Carrière
En 2010, Hoekstra est diplômée de l'Académie du Théâtre d'Amsterdam, où elle a étudié à partir de 2006. Au cours de la formation, elle participe à la pièce Underground du réalisateur Johan Simons. L'année suivante, elle fait ses débuts à la télévision, jouant un petit rôle dans la série télévisée Flikken Maastricht.
Sa percée a lieu en 2012 lorsqu'elle est mise en scène dans le film Hemel de Sacha Polak, dans lequel Hoekstra joue le rôle principal. Le film a été projeté au festival du film de Berlin et a reçu un prix spécial FIPRESCI. Elle obtient également un Veau d'or au Festival du cinéma néerlandais et est nommée pour un Prix Rembrandt. Elle est nommée récipiendaire aux Shooting Stars de la Berlinale qui lui est décerné par le Conseil européen pour la promotion du cinéma d'administration lors du 67e Festival international du film de Berlin.
En 2017 puis 2022, elle prête ses traits à Aloy, personnage principal de la série de jeux vidéo Horizon (Horizon Zero Dawn et Horizon Forbidden West),.
Elle interprète Ingrid dans Charlie's Angels en 2019.

## Filmographie

### Cinéma
- 2012 : Manslaughter : Judith
- 2012 : Hemel : Hemel
- 2013 : App (en) : Anna[1]
- 2014 : The Canal (en) : Alice
- 2016 : The Fury : Tiny[1]
- 2019 : Patrick : Nathalie
- 2019 : Charlie's Angels : Ingrid
- 2020 : My Father Is an Airplane
- 2021 : Love in a Bottle : Lucky
- 2022 : Faithfully Yours d'André van Duren : Yara Backer
- 2023 : Crazy Bear (2023) : Elsa

### Jeu vidéo
- 2017 : Horizon Zero Dawn : Aloy, Elizabet Sobeck
- 2022 : Horizon Forbidden West : Aloy, Elizabet Sobeck, Beta